# 7527 Marples
7527 Marples este un asteroid din centura principală, descoperit pe 20 ianuarie 1993, de Takeshi Urata.